# Alfonso Jesús Rodríguez-Hevia González
Pour les articles homonymes, voir Hevia.
Alfonso Jesús Rodríguez-Hevia González, né le 31 janvier 1962, est un homme politique espagnol membre du Parti populaire (PP).

## Biographie

### Vie privée
Il est veuf et père de deux filles.

### Carrière politique
Le 20 décembre 2015, il est élu sénateur pour León au Sénat et réélu en 2016.